# Momil
Momil – miasto w Kolumbii, w departamencie Córdoba.